# Charles Cavendish, 3. baron Chesham
Charles Compton William Cavendish, tredje Baron Chesham KCB, PC (3. december 1850 – 9. november 1907), tituleret The Honourable Charles Cavendish fra 1863 til 1882, var en britisk officer og konservativ britisk politiker. Lord Chesham indtog et sæde i det britiske overhus ved sin fars død i 1882. 
I november 1900 blev han udpeget som Master of the Buckhounds af Lord Salisbury. Imidlertid var han udstationeret i Boerkrigen i Sydafrika og blev derfor erstattet af Lord Churchill  Cheshams embede blev imidlertid afskaffet det følgende år, hvorfor han blev overført til anden tjeneste hos fyrsten af Wales, den senere George V.  Han blev adlet for sin militære karriere.  Han døde ved en jagtulykke i 1907.